# Kara Braxton
Kara Liana Braxton (Jackson, 18 de febrero de 1983) es una baloncestista estadounidense de la Women's National Basketball Association (WNBA) que ocupa la posición de alero y centro.
Fue reclutada por los Detroit Shock en la 7° posición de la primera ronda del Draft de la WNBA de 2005, equipo donde militó hasta 2009 cuando pasa a formar parte de Detroit Shock (2005-2009), Tulsa Shock (2010), Phoenix Mercury (2010-2011) y New York Liberty (2011-2014). Además, ha jugado por los Wisła Cracovia (2006-2007 y 2008-2009), Beşiktaş (2007-2008), PF Schio (2008), Liaoning Hengye (2009-2011), TED Kolejliler (2011-2012), Nadezhda Oremburgo (2012-2013) y Ormanspor Genclik (2014-2015), para volver a los Liaoning Hengye en 2015.
En el año 2005 fue seleccionada como parte del Mejor quinteto de rookies de la WNBA junto a Chelsea Newton de los Sacramento Monarchs, Tan White de los Indiana Fever, Katie Feenstra de los San Antonio Silver Stars y Temeka Johnson de los Washington Mystics. Además, en 2007 fue elegida para participar en el All-Star Game de la WNBA.

## Estadísticas

### Totales
| Año                                                                                              | Equipo | J   | JI  | MJ   | TC  | ITC  | TC%  | 3P | 3PA | 3P%  | 2P  | 2PA  | 2P%  | TL  | ITL | TL%   | RBO | RBD | RBT  | AST | STL | BLK | TOV | PF  | PTS  |
| ------------------------------------------------------------------------------------------------ | ------ | --- | --- | ---- | --- | ---- | ---- | -- | --- | ---- | --- | ---- | ---- | --- | --- | ----- | --- | --- | ---- | --- | --- | --- | --- | --- | ---- |
| 2005                                                                                             | DET    | 33  | 2   | 455  | 97  | 210  | .462 | 0  | 1   | .000 | 97  | 209  | .464 | 33  | 60  | .550  | 42  | 58  | 100  | 14  | 18  | 13  | 52  | 78  | 227  |
| 2006                                                                                             | DET    | 34  | 1   | 359  | 58  | 143  | .406 | 0  | 2   | .000 | 58  | 141  | .411 | 30  | 48  | .625  | 42  | 75  | 117  | 26  | 11  | 11  | 53  | 83  | 146  |
| 2007 ★                                                                                           | DET    | 31  | 20  | 545  | 84  | 188  | .447 | 0  | 0   |      | 84  | 188  | .447 | 39  | 58  | .672  | 54  | 112 | 166  | 16  | 14  | 16  | 62  | 91  | 207  |
| 2008                                                                                             | DET    | 33  | 10  | 590  | 107 | 258  | .415 | 0  | 2   | .000 | 107 | 256  | .418 | 81  | 109 | .743  | 48  | 120 | 168  | 27  | 14  | 24  | 54  | 84  | 295  |
| 2009                                                                                             | DET    | 28  | 2   | 504  | 106 | 201  | .527 | 0  | 0   |      | 106 | 201  | .527 | 40  | 62  | .645  | 66  | 101 | 167  | 41  | 19  | 18  | 51  | 79  | 252  |
| 2010                                                                                             | TOT    | 35  | 16  | 593  | 146 | 283  | .516 | 1  | 4   | .250 | 145 | 279  | .520 | 55  | 81  | .679  | 55  | 108 | 163  | 45  | 33  | 22  | 93  | 91  | 348  |
| 2010                                                                                             | TUL    | 22  | 16  | 369  | 90  | 180  | .500 | 1  | 4   | .250 | 89  | 176  | .506 | 23  | 36  | .639  | 27  | 74  | 101  | 29  | 25  | 17  | 66  | 55  | 204  |
| 2010                                                                                             | PHO    | 13  | 0   | 224  | 56  | 103  | .544 | 0  | 0   |      | 56  | 103  | .544 | 32  | 45  | .711  | 28  | 34  | 62   | 16  | 8   | 5   | 27  | 36  | 144  |
| 2011                                                                                             | TOT    | 31  | 18  | 522  | 104 | 203  | .512 | 5  | 11  | .455 | 99  | 192  | .516 | 29  | 52  | .558  | 46  | 82  | 128  | 34  | 20  | 20  | 51  | 85  | 242  |
| 2011                                                                                             | PHO    | 18  | 18  | 356  | 81  | 145  | .559 | 4  | 8   | .500 | 77  | 137  | .562 | 25  | 42  | .595  | 29  | 60  | 89   | 24  | 15  | 14  | 32  | 57  | 191  |
| 2011                                                                                             | NYL    | 13  | 0   | 166  | 23  | 58   | .397 | 1  | 3   | .333 | 22  | 55   | .400 | 4   | 10  | .400  | 17  | 22  | 39   | 10  | 5   | 6   | 19  | 28  | 51   |
| 2012                                                                                             | NYL    | 34  | 18  | 535  | 102 | 212  | .481 | 1  | 5   | .200 | 101 | 207  | .488 | 18  | 40  | .450  | 61  | 92  | 153  | 36  | 17  | 21  | 74  | 59  | 223  |
| 2013                                                                                             | NYL    | 34  | 33  | 740  | 130 | 270  | .481 | 0  | 0   |      | 130 | 270  | .481 | 37  | 56  | .661  | 86  | 140 | 226  | 40  | 22  | 14  | 77  | 100 | 297  |
| 2014                                                                                             | NYL    | 4   | 0   | 31   | 4   | 8    | .500 | 0  | 0   |      | 4   | 8    | .500 | 2   | 2   | 1.000 | 1   | 3   | 4    | 3   | 1   | 1   | 4   | 1   | 10   |
| Carrera                                                                                          |        | 297 | 120 | 4874 | 938 | 1976 | .475 | 7  | 25  | .280 | 931 | 1951 | .477 | 364 | 568 | .641  | 501 | 891 | 1392 | 282 | 169 | 160 | 571 | 751 | 2247 |
| Notas: J=Juegos; JI=Juegos iniciales; MJ=Minutos jugados; ITC=Intentos de TC; ITL=Intentos de TL |        |     |     |      |     |      |      |    |     |      |     |      |      |     |     |       |     |     |      |     |     |     |     |     |      |

### Por juego
| Año                                                                                              | Equipo | J   | JI  | MJ   | TC  | ITC | TC%  | 3P  | 3PA | 3P%  | 2P  | 2PA | 2P%  | TL  | ITL | TL%   | RBO | RBD | RBT | AST | STL | BLK | TOV | PF  | PTS  |
| ------------------------------------------------------------------------------------------------ | ------ | --- | --- | ---- | --- | --- | ---- | --- | --- | ---- | --- | --- | ---- | --- | --- | ----- | --- | --- | --- | --- | --- | --- | --- | --- | ---- |
| 2005                                                                                             | DET    | 33  | 2   | 13.8 | 2.9 | 6.4 | .462 | 0.0 | 0.0 | .000 | 2.9 | 6.3 | .464 | 1.0 | 1.8 | .550  | 1.3 | 1.8 | 3.0 | 0.4 | 0.5 | 0.4 | 1.6 | 2.4 | 6.9  |
| 2006                                                                                             | DET    | 34  | 1   | 10.6 | 1.7 | 4.2 | .406 | 0.0 | 0.1 | .000 | 1.7 | 4.1 | .411 | 0.9 | 1.4 | .625  | 1.2 | 2.2 | 3.4 | 0.8 | 0.3 | 0.3 | 1.6 | 2.4 | 4.3  |
| 2007                                                                                             | DET    | 31  | 20  | 17.6 | 2.7 | 6.1 | .447 | 0.0 | 0.0 |      | 2.7 | 6.1 | .447 | 1.3 | 1.9 | .672  | 1.7 | 3.6 | 5.4 | 0.5 | 0.5 | 0.5 | 2.0 | 2.9 | 6.7  |
| 2008                                                                                             | DET    | 33  | 10  | 17.9 | 3.2 | 7.8 | .415 | 0.0 | 0.1 | .000 | 3.2 | 7.8 | .418 | 2.5 | 3.3 | .743  | 1.5 | 3.6 | 5.1 | 0.8 | 0.4 | 0.7 | 1.6 | 2.5 | 8.9  |
| 2009                                                                                             | DET    | 28  | 2   | 18.0 | 3.8 | 7.2 | .527 | 0.0 | 0.0 |      | 3.8 | 7.2 | .527 | 1.4 | 2.2 | .645  | 2.4 | 3.6 | 6.0 | 1.5 | 0.7 | 0.6 | 1.8 | 2.8 | 9.0  |
| 2010                                                                                             | TOT    | 35  | 16  | 16.9 | 4.2 | 8.1 | .516 | 0.0 | 0.1 | .250 | 4.1 | 8.0 | .520 | 1.6 | 2.3 | .679  | 1.6 | 3.1 | 4.7 | 1.3 | 0.9 | 0.6 | 2.7 | 2.6 | 9.9  |
| 2010                                                                                             | TUL    | 22  | 16  | 16.8 | 4.1 | 8.2 | .500 | 0.0 | 0.2 | .250 | 4.0 | 8.0 | .506 | 1.0 | 1.6 | .639  | 1.2 | 3.4 | 4.6 | 1.3 | 1.1 | 0.8 | 3.0 | 2.5 | 9.3  |
| 2010                                                                                             | PHO    | 13  | 0   | 17.2 | 4.3 | 7.9 | .544 | 0.0 | 0.0 |      | 4.3 | 7.9 | .544 | 2.5 | 3.5 | .711  | 2.2 | 2.6 | 4.8 | 1.2 | 0.6 | 0.4 | 2.1 | 2.8 | 11.1 |
| 2011                                                                                             | TOT    | 31  | 18  | 16.8 | 3.4 | 6.5 | .512 | 0.2 | 0.4 | .455 | 3.2 | 6.2 | .516 | 0.9 | 1.7 | .558  | 1.5 | 2.6 | 4.1 | 1.1 | 0.6 | 0.6 | 1.6 | 2.7 | 7.8  |
| 2011                                                                                             | PHO    | 18  | 18  | 19.8 | 4.5 | 8.1 | .559 | 0.2 | 0.4 | .500 | 4.3 | 7.6 | .562 | 1.4 | 2.3 | .595  | 1.6 | 3.3 | 4.9 | 1.3 | 0.8 | 0.8 | 1.8 | 3.2 | 10.6 |
| 2011                                                                                             | NYL    | 13  | 0   | 12.8 | 1.8 | 4.5 | .397 | 0.1 | 0.2 | .333 | 1.7 | 4.2 | .400 | 0.3 | 0.8 | .400  | 1.3 | 1.7 | 3.0 | 0.8 | 0.4 | 0.5 | 1.5 | 2.2 | 3.9  |
| 2012                                                                                             | NYL    | 34  | 18  | 15.7 | 3.0 | 6.2 | .481 | 0.0 | 0.1 | .200 | 3.0 | 6.1 | .488 | 0.5 | 1.2 | .450  | 1.8 | 2.7 | 4.5 | 1.1 | 0.5 | 0.6 | 2.2 | 1.7 | 6.6  |
| 2013                                                                                             | NYL    | 34  | 33  | 21.8 | 3.8 | 7.9 | .481 | 0.0 | 0.0 |      | 3.8 | 7.9 | .481 | 1.1 | 1.6 | .661  | 2.5 | 4.1 | 6.6 | 1.2 | 0.6 | 0.4 | 2.3 | 2.9 | 8.7  |
| 2014                                                                                             | NYL    | 4   | 0   | 7.8  | 1.0 | 2.0 | .500 | 0.0 | 0.0 |      | 1.0 | 2.0 | .500 | 0.5 | 0.5 | 1.000 | 0.3 | 0.8 | 1.0 | 0.8 | 0.3 | 0.3 | 1.0 | 0.3 | 2.5  |
| Carrera                                                                                          |        | 297 | 120 | 16.4 | 3.2 | 6.7 | .475 | 0.0 | 0.1 | .280 | 3.1 | 6.6 | .477 | 1.2 | 1.9 | .641  | 1.7 | 3.0 | 4.7 | 0.9 | 0.6 | 0.5 | 1.9 | 2.5 | 7.6  |
| Notas: J=Juegos; JI=Juegos iniciales; MJ=Minutos jugados; ITC=Intentos de TC; ITL=Intentos de TL |        |     |     |      |     |     |      |     |     |      |     |     |      |     |     |       |     |     |     |     |     |     |     |     |      |